# Première Division (Mauritania)
La Première Division è la massima competizione calcistica della Mauritania, istituita nel 1976 e organizzata dalla Federazione calcistica della Mauritania (FFRIM).

## Squadre
Stagione 2023-2024.
| Squadra            | Città      | Stagione precedente      |
| ------------------ | ---------- | ------------------------ |
| Douanes Nouakchott | Nouakchott | 4° in Première Division  |
| Entou              | Kiffa      | in Deuxième Division     |
| Chemal             | Nouakchott | 2° in Première Division  |
| ASAC Concorde      | Nouakchott | 7° in Première Division  |
| Garde Nationale    | Nouakchott | 8° in Première Division  |
| Gendrim            | Nouakchott | 9° in Première Division  |
| Inter Nouakchott   | Nouakchott | 10° in Première Division |
| Kaédi              | Kaédi      | 5° in Première Division  |
| Ksar               | Nouakchott | 11° in Première Division |
| Nouadhibou         | Nouadhibou | Campione di Mauritania   |
| Nouakchott Kings   | Nouakchott | 6° in Première Division  |
| Pompiers           | Nouakchott | in Deuxième Division     |
| SNIM               | Nouadhibou | 12° in Première Division |
| Tevragh-Zeïna      | Nouakchott | 3° in Première Division  |

## Albo d'oro
- 1976:  Garde Nationale
- 1977:  Garde Nationale
- 1978:  Garde Nationale
- 1979:  Garde Nationale
- 1980: non disputato
- 1981:  ASC Police
- 1982:  ASC Police
- 1983:  Ksar
- 1984:  Garde Nationale
- 1985:  Ksar
- 1986:  ASC Police
- 1987:  ASC Police
- 1988:  ASC Police
- 1989: non disputato
- 1990:  ASC Police
- 1991:  ASC Police
- 1992:  Ksar
- 1993:  Ksar
- 1994:  Garde Nationale
- 1995:  ASC Sonalec
- 1996: non disputato
- 1997: non disputato
- 1998:  Garde Nationale
- 1999:  Trarza
- 2000:  Mauritel Mobile
- 2001:  Nouadhibou
- 2002:  Nouadhibou
- 2003:  Nasr
- 2004:  Ksar
- 2005:  Nasr
- 2006:  Mauritel Mobile
- 2007:  Nasr
- 2008:  ASAC Concorde
- 2009:  Cansado
- 2010:  Cansado
- 2011:  Nouadhibou
- 2012:  Tevragh-Zeïna
- 2012-2013:  Nouadhibou
- 2013-2014:  Nouadhibou
- 2014-2015:  Tevragh-Zeïna
- 2015-2016:  Tevragh-Zeïna
- 2016-2017:  ASAC Concorde
- 2017-2018:  Nouadhibou
- 2018-2019:  Nouadhibou
- 2019-2020:  Nouadhibou
- 2020-2021:  Nouadhibou
- 2021-2022:  Nouadhibou
- 2022-2023:  Nouadhibou
- 2023-2024:  Nouadhibou
- 2024-2025:  Al-Hilal Omdurman

## Vittorie per squadra
| Squadra                 | Città      | Vittorie | Anni                                                                   |
| ----------------------- | ---------- | -------- | ---------------------------------------------------------------------- |
| Nouadhibou              | Nouadhibou | 12       | 2001, 2002, 2011, 2013, 2014, 2018, 2019, 2020, 2021, 2022, 2023, 2024 |
| Garde Nationale         | Nouakchott | 7        | 1976, 1977, 1978, 1979, 1984, 1994, 1998                               |
| ASC Police              | Nouakchott | 7        | 1981, 1982, 1986, 1987, 1988, 1990, 1991                               |
| Ksar (ASC Sonader Ksar) | Nouakchott | 5        | 1983, 1985, 1992, 1993, 2004                                           |
| Nasr                    | Nouakchott | 3        | 2003, 2005, 2007                                                       |
| Tevragh-Zeïna           | Nouakchott | 3        | 2012, 2015, 2016                                                       |
| Mauritel Mobile         | Nouakchott | 2        | 2000, 2006                                                             |
| Cansado                 | Nouadhibou | 2        | 2009, 2010                                                             |
| ASAC Concorde           | Nouakchott | 2        | 2008, 2017                                                             |
| ASC Sonalec             | Nouakchott | 1        | 1995                                                                   |
| Trarza                  | Rosso      | 1        | 1999                                                                   |

## Capocannonieri
| Anno      | Capocannoniere            | Squadra       | Reti |
| 2006-2007 | Baïla Diallo              | Ksar          | 21   |
| 2007-2008 | Ely Cheikh Ould Voulany   | Ksar          | 16   |
| 2012-2013 | Wilfreid Kissito          | Nouadhibou    | 18   |
| 2017-2018 | Hemeya Tanjy              | Tidjikja      | 16   |
| 2018-2019 | Mohamed Noug Bolill       | ASC Police    | 13   |
| 2019-2020 | Yatma Abdellahi Cheghrane | Tidjikja      | 14   |
| 2020-2021 | Hemeya Tanjy              | Nouadhibou    | 19   |
| 2021-2022 | Sidi Cheick Maatale       | Tevragh-Zeïna | 17   |
| 2022-2023 | Hemeya Tanjy              | Nouadhibou    | 21   |